# 프란시스코 리리아노
프란시스코 카시야스 리리아노(Francisco Casillas Liriano, 1983년 10월 26일 ~ )는 도미니카 공화국의 야구 선수로, 메이저 리그에 소속되어 있는 필라델피아 필리스의 투수이다.